# CSF Spartanii Sportul
Clubul de Fotbal Spartanii Sportul cunoscut sub numele de CSF Spartanii Sportul sau pur și simplu Spartanii este un club de fotbal din Moldova, bazat în Chișinău. Ei joacă în prezent în Liga, prima ligă a fotbalului din Moldova.

## Palmares
- Divizia B

Câștigători (2): 2015–16,  2018 